# Matt Moore (baseball)
Pour les articles homonymes, voir Matt Moore et Moore.
Matthew Cody Moore (né le 18 juin 1989 à Fort Walton Beach, Floride, États-Unis) est un lanceur gaucher des Rangers du Texas.

## Carrière

### Ligues mineures
Matt Moore est repêché par les Rays de Tampa Bay au 8e tour de sélection en 2007. Joueur dans les ligues mineures, il impressionne et est considéré comme l'un des joueurs les plus prometteurs. Baseball America le classe en 35e place de son classement annuel des 100 meilleurs joueurs d'avenir en 2010., puis 15e sur la liste du début 2011. Avant la saison 2011, Moore est considéré, toujours par Baseball America, le deuxième joueur le plus prometteur des Rays après Jeremy Hellickson, un autre lanceur. MLB.com classe de son côté Moore au troisième rang des athlètes les plus prometteurs derrière Mike Trout et Bryce Harper. Il est le lanceur le plus haut classé dans cette liste.
En 2011 dans les ligues mineures de baseball, Moore remporte 12 victoires contre seulement trois défaites et maintient une moyenne de points mérités d'à peine 1,92 en 27 matchs comme lanceur partant. Il totalise de plus 210 retraits sur des prises en 155 manches lancées. Il amorce l'année avec les Montgomery Biscuits, club-école de niveau Double-A des Rays dans la Southern League, où il remporte huit de ses onze décisions avant de graduer au niveau AAA. Il remporte quatre matchs contre aucune défaite et affiche une moyenne de points mérités de 1,37 en neuf départs pour les Bulls de Durham de la Ligue internationale avant de mériter son premier rappel dans les Ligues majeures.

### Rays de Tampa Bay

#### Saison 2011

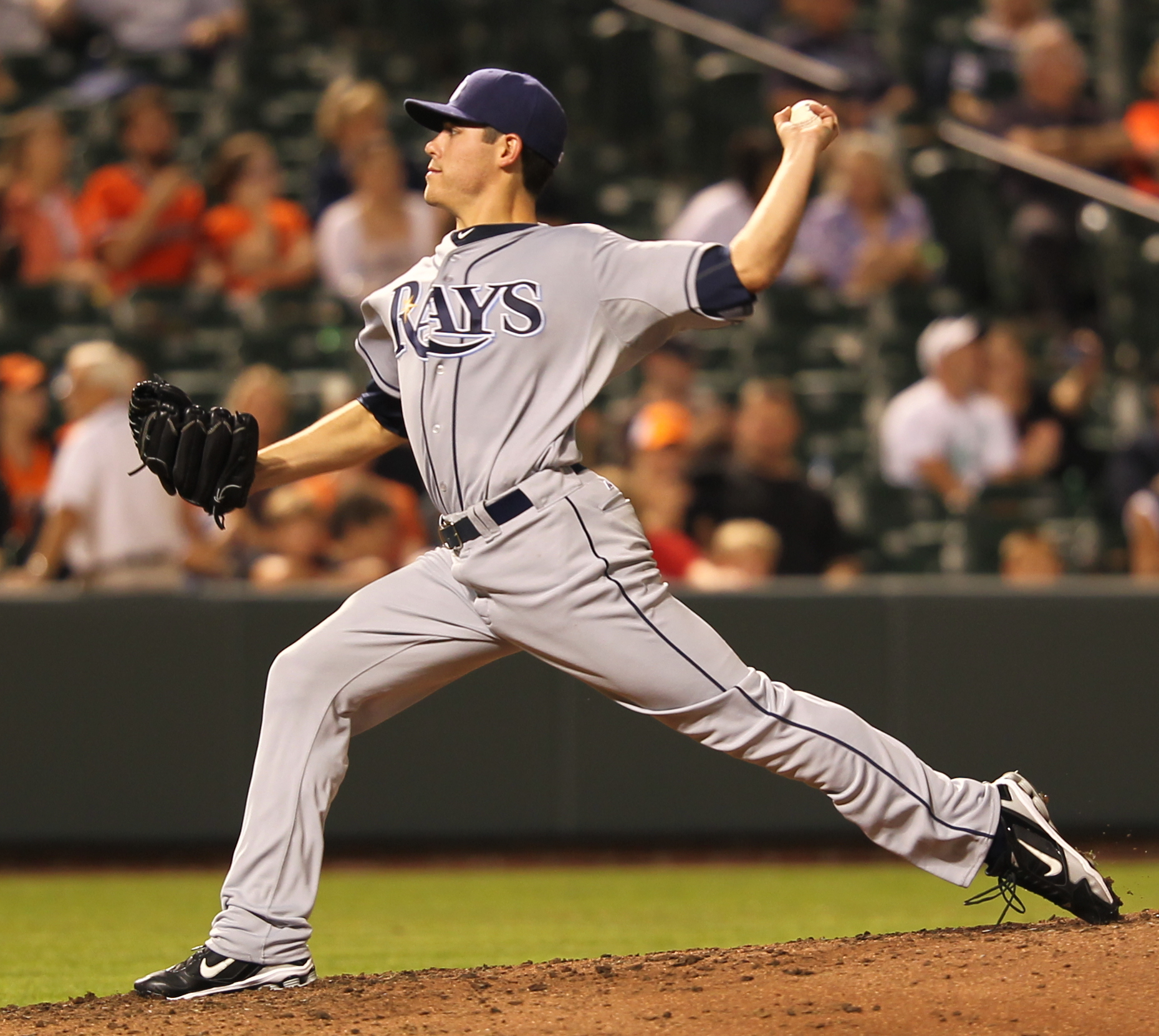
Matt Moore au monticule pour les Rays en septembre 2011.

Moore, un lanceur partant, fait ses débuts dans le baseball majeur comme lanceur de relève pour Tampa Bay le 14 septembre 2011 face aux Orioles de Baltimore. Deux sorties plus tard et alors que les Rays sont en pleine lutte pour une place en séries éliminatoires, Moore effectue son premier départ dans les grandes ligues alors qu'il est le partant de Tampa au Yankee Stadium le 22 septembre. Il n'accorde aucun point aux Yankees de New York sur quatre coups sûrs en cinq manches de travail pour remporter sa première victoire dans le baseball majeur. Il ne retire rien de moins que 11 frappeurs des Yankees sur des prises, pour établir un nouveau record de franchise pour un lanceur effectuant son premier départ dans les majeures. Moore compte 15 retraits sur des prises en seulement 9 manches et un tiers lancées en saison régulière 2011 avec une moyenne de points mérités de 2,89.
Le 30 septembre, les Rays amorcent au Texas la Série de divisions qui les oppose aux Rangers. Moore est envoyé comme lanceur partant de Tampa Bay dans le premier match de cette série, malgré seulement cinq manches d'expérience préalable dans le baseball majeur. Avant lui, jamais un lanceur avec si peu d'expérience n'avait amorcé un match de séries éliminatoires. Il limite les Rangers à seulement deux coups sûrs et aucun point en sept manches de travail, retire six adversaires sur des prises, et voit la victoire portée à sa fiche dans le triomphe de 9-0 des Rays.

#### Saison 2012

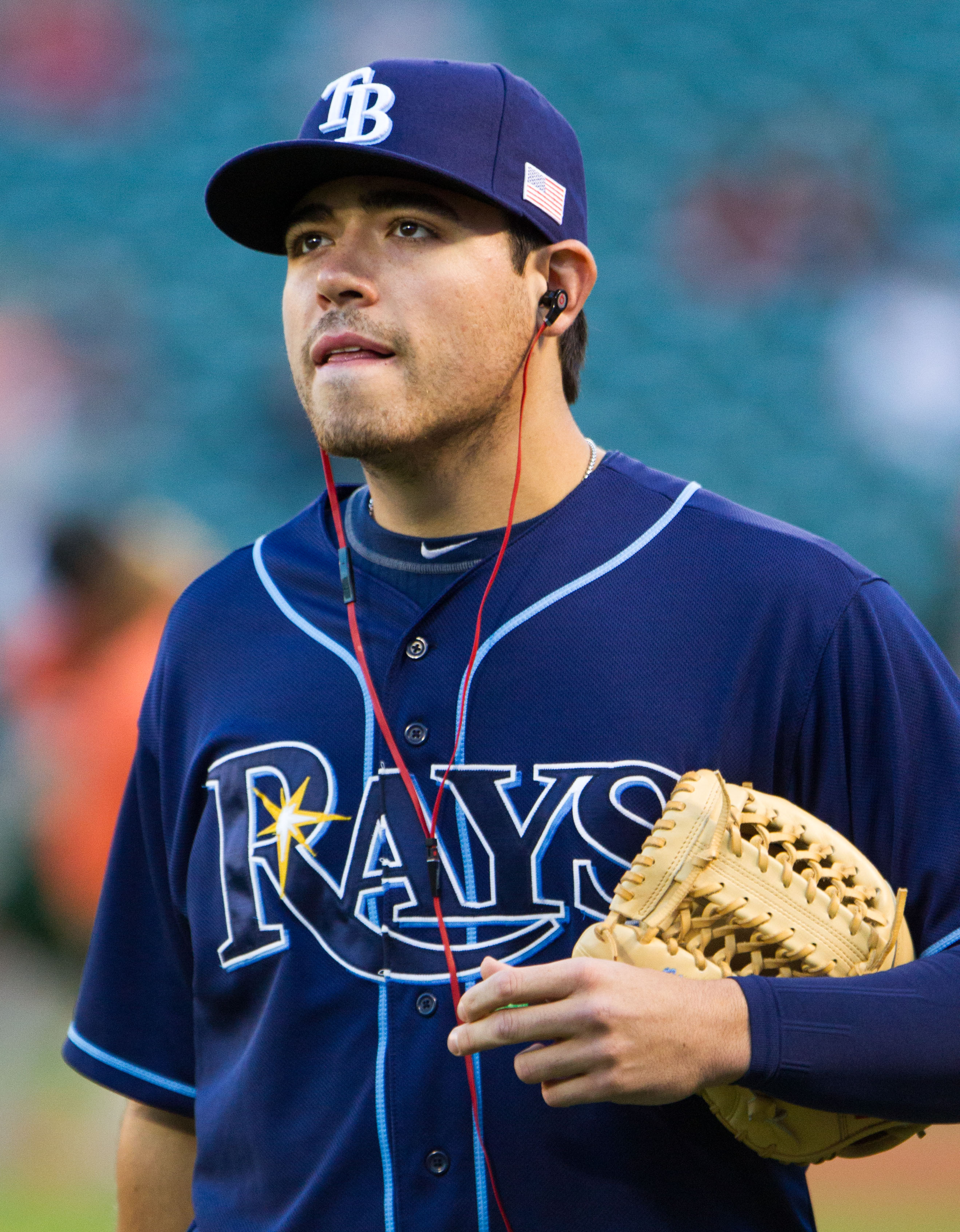
Matt Moore en 2012.

Moore intègre la rotation de lanceurs partants des Rays en 2012 et effectue 31 départs. Sa moyenne de points mérités se chiffre à 3,81 en 177 manches et un tiers lancées, avec 175 retraits sur des prises, 11 victoires et 11 défaites.

#### Saison 2013
En 2013, Moore honore sa première invitation au match des étoiles et termine à l'automne au 9e rang du scrutin qui désigne le vainqueur du trophée Cy Young remis au meilleur lanceur de la saison. Il termine cette année-là au 3e rang des lanceurs de la Ligue américaine avec 17 victoires, contre seulement 4 défaites. En 27 départs et 150 manches et un tiers lancés, il abaisse sa moyenne de points mérités à 3,29 et réussit le premier blanchissage de sa carrière. Il obtient 143 retraits sur des prises, une régression comparée à la saison précédente. À égalité avec Trevor Cahill d'Arizona, il commet 17 mauvais lancers, le plus haut total des majeures.
Victime de 8 points en 4 manches et un tiers le 4 octobre en ouverture de la Série de division jouée par les Rays, il est le lanceur perdant du premier match qui oppose son club aux éventuels champions, les Red Sox de Boston.

#### Saison 2014
Après deux bons départs en 2014, il est annoncé en avril qu'il doit subir une opération de type Tommy John pour remplacer des ligaments du coude gauche, ce qui le met à l'écart du jeu jusqu'à l'année suivante.

### Giants de San Francisco
Les Rays échangent Matt Moore aux Giants de San Francisco le 1er août 2016 contre le joueur de troisième but Matt Duffy, le joueur de champ intérieur des ligues mineures Lucius Fox et le lanceur droitier des mineures Michael Santos.
Il connaît une saison 2017 très difficile à San Francisco avec 6 victoires, 15 défaites et une moyenne de points mérités de 5,52 en 174 manches et un tiers lancées.

### Rangers du Texas
Le 15 décembre 2017, San Francisco échange Matt Moore aux Rangers du Texas contre les lanceurs droitiers des ligues mineures Israel Cruz et Sam Wolff.